# Boys Mk.1 Anti-tank rifle

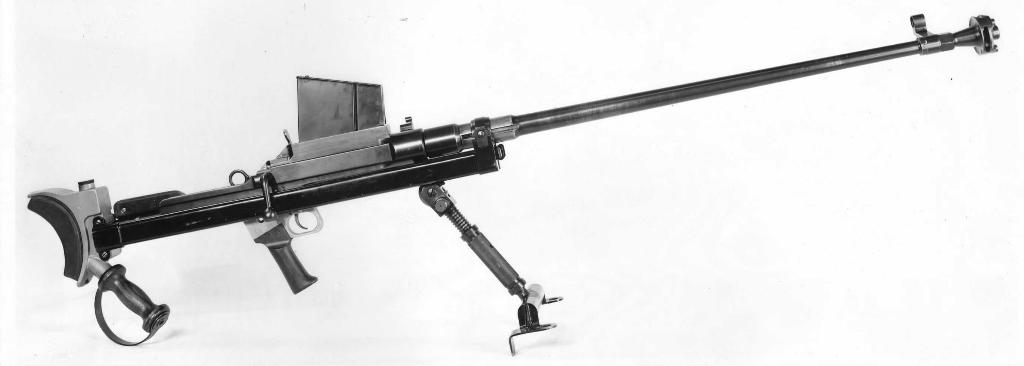
Het Boys Mk.1anti-tankgeweer

De Boys Mk.1 Anti-tank rifle is een Brits anti-tankgeweer uit de Tweede Wereldoorlog en werd onder meer in Canada geproduceerd door John Inglis and Company. Het wapen onderscheidde zich voornamelijk van andere varianten door de platte mondingsrem en de V-vormige bipod.
De efficiëntie van het wapen was niet bijster groot, en het wapen kreeg dan ook na de evacuatie van Duinkerken de reputatie een ongeluksbrenger te zijn. Doordat de Duitsers steeds betere pantservoertuigen ontwikkelden, moest het schietbereik van 500 meter teruggebracht worden naar 300 meter, waarbij de werkelijke effectiviteit beperkt was tot binnen 100 meter van het doelwit.
Voor het wapen maakte Disney een animatie-instructiefilm, Stop That Tank! genaamd.